# Michael Keck
Michael Keck (* 8. Februar 1969) ist ein ehemaliger deutscher Badmintonspieler.
In der Altersklasse U22 erntete er 1986 seine ersten Lorbeeren für seinen Heimatverein, den SV Fortuna Regensburg, als er Deutscher Juniorenmeister im Mixed wurde. 1990 wurde er erstmals Meister bei den Erwachsenen, erneut im gemeinsamen Mixed mit Anne-Katrin Seid. Im selben Jahr gewann er auch den Mannschaftstitel mit Regensburg. Fünf weitere Mixed- und drei Doppeltitel sowie die Berufung in die Nationalmannschaft folgten bis 1996. Einen weiteren Mannschaftstitel errang er mit dem SSV Heiligenwald 1996. Seine größten sportlichen Erfolge waren die Bronzemedaille 1996 und die Silbermedaille 1998 bei den Badminton-Europameisterschaften.
Sein Bruder Markus Keck war ebenfalls ein erfolgreicher Badmintonspieler.

## Sportliche Erfolge
| Saison    | Veranstaltung                     | Disziplin    | Platz | Name |
| --------- | --------------------------------- | ------------ | ----- | --- |
| 1985/1986 | Deutsche Einzelmeisterschaft U22  | Mixed        | 1     | Michael Keck / Anne-Katrin Seid (SV Fortuna Regensburg) |
| 1989/1990 | Deutsche Einzelmeisterschaft U22  | Herrendoppel | 1     | Michael Keck / Kai Mitteldorf (SV Fortuna Regensburg / SC Bayer 05 Uerdingen)                                                                              |
| 1989/1990 | Deutsche Einzelmeisterschaft U22  | Herreneinzel | 1     | Michael Keck (SV Fortuna Regensburg) |
| 1989/1990 | Deutsche Einzelmeisterschaft      | Mixed        | 1     | Michael Keck / Anne-Katrin Seid (SV Fortuna Regensburg) |
| 1989/1990 | Deutsche Einzelmeisterschaft U22  | Mixed        | 1     | Michael Keck / Heike Erler (SV Fortuna Regensburg / TuS Wiebelskirchen)                                                                                    |
| 1989/1990 | Deutsche Mannschaftsmeisterschaft | Mannschaft   | 1     | SV Fortuna Regensburg (Markus Keck, Gerhard Treitinger, Klaus Treitinger, Michael Keck, Michael Deuerling, Anne-Katrin Seid, Elke Drews, Birgit Schilling) |
| 1990      | Malta International               | Mixed        | 1     | Michael Keck / Mira Sundari |
| 1990      | Swiss Open                        | Herreneinzel | 1     | Michael Keck |
| 1990      | Irish Open                        | Mixed        | 1     | Michael Keck / Irina Serova |
| 1991      | French Open                       | Mixed        | 1     | Michael Keck / Anne-Katrin Seid |
| 1991      | Swiss Open                        | Mixed        | 1     | Michael Keck / Anne Katrin Seid |
| 1991      | Austrian International            | Herrendoppel | 1     | Michael Keck / Robert Neumann |
| 1990/1991 | Deutsche Einzelmeisterschaft U22  | Mixed        | 1     | Michael Keck / Kerstin Ubben (SV Fortuna Regensburg / BC Eintracht Südring Berlin)                                                                         |
| 1990/1991 | Deutsche Einzelmeisterschaft      | Mixed        | 1     | Michael Keck / Anne-Katrin Seid (SV Fortuna Regensburg) |
| 1992      | Swiss Open                        | Mixed        | 3     | Michael Keck / Anne Katrin Seid |
| 1992      | La Chaux-de-Fonds International   | Mixed        | 1     | Michael Keck / Anne Katrin Seid |
| 1992/1993 | Deutsche Einzelmeisterschaft      | Mixed        | 1     | Michael Keck / Karen Stechmann (SV Fortuna Regensburg / FC Langenfeld)                                                                                     |
| 1992/1993 | Deutsche Einzelmeisterschaft      | Herrendoppel | 1     | Michael Keck / Uwe Ossenbrink (SV Fortuna Regensburg / TuS Wiebelskirchen)                                                                                 |
| 1993/1994 | Deutsche Einzelmeisterschaft      | Mixed        | 1     | Michael Keck / Karen Stechmann (FC Langenfeld) |
| 1994/1995 | Deutsche Einzelmeisterschaft      | Mixed        | 1     | Michael Keck / Karen Stechmann (SSV Heiligenwald / FC Langenfeld)                                                                                          |
| 1994/1995 | Deutsche Einzelmeisterschaft      | Herrendoppel | 1     | Michael Helber / Michael Keck (SV Fortuna Regensburg / SSV Heiligenwald)                                                                                   |
| 1995/1996 | Deutsche Einzelmeisterschaft      | Mixed        | 1     | Michael Keck / Karen Stechmann (SSV Heiligenwald / FC Langenfeld)                                                                                          |
| 1995/1996 | Deutsche Mannschaftsmeisterschaft | Mannschaft   | 1     | SSV Heiligenwald (Hermawan Susanto, Martin Lundgaard Hansen, Martin Kranitz, Thomas Berger, Erica van den Heuvel, Michael Keck, Nicole Grether)            |
| 1995/1996 | Deutsche Einzelmeisterschaft      | Herrendoppel | 1     | Michael Helber / Michael Keck (SV Fortuna Regensburg / SSV Heiligenwald)                                                                                   |
| 1996      | French Open                       | Herrendoppel | 1     | Michael Keck / Dharma Gunawi |
| 1996      | Europameisterschaft               | Mixed        | 3     | Michael Keck / Karen Stechmann |
| 1997      | Austrian International            | Mixed        | 1     | Michael Keck / Karen Stechmann |
| 1997      | Swedish Open                      | Mixed        | 1     | Michael Keck / Erica van den Heuvel |
| 1998      | Bitburger Open                    | Herrendoppel | 1     | Michael Keck / Christian Mohr |
| 1998      | Bitburger Open                    | Mixed        | 1     | Michael Keck / Nicol Pitro |
| 1998      | Europameisterschaft               | Mixed        | 2     | Michael Keck / Erica van den Heuvel |
| 1999      | Australian Open                   | Mixed        | 1     | Michael Keck / Erica van den Heuvel |
| 2000      | Bitburger Open                    | Mixed        | 1     | Michael Keck / Erica van den Heuvel |
| 2001      | Portugal International            | Herrendoppel | 1     | Michael Keck / Joachim Tesche |